# Ті (Південна Дакота)
Ті (англ. Tea) — місто (англ. city) в США, в окрузі Лінкольн штату Південна Дакота. Населення — 5598 осіб (2020).

## Географія
Ті розташоване за координатами 43°27′5″ пн. ш. 96°50′5″ зх. д. / 43.45139° пн. ш. 96.83472° зх. д. (43.451433, -96.834674).  За даними Бюро перепису населення США в 2010 році місто мало площу 4,38 км², уся площа — суходіл.

## Демографія
Згідно з переписом 2010 року, у місті мешкало 3806 осіб у 1254 домогосподарствах у складі 1009 родин. Густота населення становила 869 осіб/км².  Було 1354 помешкання (309/км²).
Расовий склад населення:
| - 96,9 % — білих - 0,7 % — чорних або афроамериканців - 0,1 % — корінних американців - 0,1 % — азіатів |

До двох чи більше рас належало 1,9 %. Частка іспаномовних становила 1,3 % від усіх жителів.
За віковим діапазоном населення розподілялося таким чином: 37,5 % — особи молодші 18 років, 59,5 % — особи у віці 18—64 років, 3,0 % — особи у віці 65 років та старші. Медіана віку мешканця становила 27,7 року. На 100 осіб жіночої статі у місті припадало 102,6 чоловіків;  на 100 жінок у віці від 18 років та старших — 96,6 чоловіків також старших 18 років.
Середній дохід на одне домашнє господарство  становив 92 167 доларів США (медіана — 76 078), а середній дохід на одну сім'ю — 92 976 доларів (медіана — 81 546). За межею бідності перебувало 3,6 % осіб, у тому числі 3,8 % дітей у віці до 18 років та 0,0 % осіб у віці 65 років та старших.
Цивільне працевлаштоване населення становило 2583 особи. Основні галузі зайнятості: освіта, охорона здоров'я та соціальна допомога — 23,1 %, фінанси, страхування та нерухомість — 15,3 %, науковці, спеціалісти, менеджери — 10,8 %, роздрібна торгівля — 9,9 %.